# أريغارون أنغلماني
أريغارون أنغلماني (الاسم العلمي:Erigeron engelmannii) هو نوع من النباتات يتبع جنس الأريغارون من الفصيلة النجمية.